# ソユーズMS-21
ソユーズMS-21は3名の乗員を乗せて国際宇宙ステーションに向けて2022年3月18日にバイコヌールから打ち上げられたロシアのソユーズ宇宙船。当初は2022年3月30日に打ち上げが予定されていたが、2020年の夏にロスコスモスによって暫定的な飛行計画書が用意され、2022年3月18日に前倒しされた。
この飛行は3名のロスコスモスの飛行士による初めてのISSへのミッションとなった。
2022年9月29日に6ヶ月 and 11日のミッションは計画どおりにカザフスタンのカザフステップへの着陸をもって成功裡に完了した。

## クルー
2021年5月に3名のロシア人乗組員が指名された。NASAがこのフライトのシートを購入するかどうかを決定していなかったが、NASAのローラル・オハラ飛行士は、NASAがシートの購入を決定した場合にはコルサコフと代わるための準備をしていた。その後、NASAは2022年3月に打ち上げられるソユーズMS-21のシートを取得しないことを決定し、NASAとロスコスモスとの間でのシートの交換はソユーズMS-22とスペースX Crew-5まで延期された。
| 地位                  | 乗組員                                                                 | 乗組員                                                                 |
| --------------------- | ---------------------------------------------------------------------- | ---------------------------------------------------------------------- |
| 指揮官                | オレッグ・アルテミエフ, Roscosmos 第66/67/68次長期滞在 3回目の宇宙飛行 | オレッグ・アルテミエフ, Roscosmos 第66/67/68次長期滞在 3回目の宇宙飛行 |
| 第1フライトエンジニア | デニス・マトベエフ, Roscosmos 第66/67/68次長期滞在 1回目の宇宙飛行     | デニス・マトベエフ, Roscosmos 第66/67/68次長期滞在 1回目の宇宙飛行     |
| 第2フライトエンジニア | セルゲイ・コルサコフ, Roscosmos 第66/67/68次長期滞在 1回目の宇宙飛行   | セルゲイ・コルサコフ, Roscosmos 第66/67/68次長期滞在 1回目の宇宙飛行   |

### 予備クルー
| 地位                  | 乗組員                            | 乗組員                            |
| --------------------- | --------------------------------- | --------------------------------- |
| 指揮官                | セルゲイ・プロコピエフ, Roscosmos | セルゲイ・プロコピエフ, Roscosmos |
| 第1フライトエンジニア | ドミトリー・ペテリン, Roscosmos   | ドミトリー・ペテリン, Roscosmos   |
| 第2フライトエンジニア | アンナ・キキナ, Roscosmos         | アンナ・キキナ, Roscosmos         |

## 到着時のスーツ
宇宙ステーションに到着した宇宙飛行士たちは、飛行中と、その後は別のスーツに着替えたが、青い部分がある明るい黄色のスーツで登場して特に国際的な注目を集めた。各国のコメンテーターは、これらの色をウクライナのシンボルカラーととらえ、宇宙飛行士による個人的なスーツの選択を、並行して進行中の2022年のロシアのウクライナ侵攻を踏まえてウクライナへの共感のしるしであり、ロシアへの国際的な制裁がISS計画などの宇宙での協力に影響を与えていると解釈した。飛行士たちはこの配色についての質問を受けた際には黄色いスーツを着用する必要があったと答え、ロスコスモスはこの色が3人の宇宙飛行士が卒業したバウマン記念モスクワ国立工科大学のシンボルカラーだと解釈されるべきとの声明を出した。